# Kenneth Mattox
Kenneth Mattox é um médico, cirurgião torácico especialista em trauma. É professor e Vice Chairman de Cirurgia na Divisão de Cirurgia Geral do Departamento de Cirurgia da Faculdade de Medicina Baylor. Também é Chefe do Serviço de Cirurgia do Hospital Ben Taub.
É considerado uma referência em cirurgia do trauma, sendo convidado para dar palestras em diversos congressos, como o Congresso Panamericano do Trauma de 2010

## Educação[3]
Completou o ensino médio, feito em Clovis, Novo México, em 1956. Realizou o College no Wayland College (Plainview, Texas), 1956 a 1960. Fez Medicina no Baylor College of Medicine (Houston, Texas), de 1960 a 1964. Realizou o internato no Hospital Geral Ben Taub, de 1964 a 1965 .
As residências, em Cirurgia Geral (1967 a 1971) e em Cirurgia Torácica (1971 e 1972), foram cursadas no Baylor College of Medicine.

## Livros
MATTOX, Kenneth L.; FELICIANO, David V.; MOORE, Ernest Eugene. Trauma. 6. ed. Rio de Janeiro: Revinter, 2008.
MATTOX, Kenneth L.; FELICIANO, David V.; MOORE, Ernest Eugene. Manual do Trauma. 4. ed. Artmed, 2004.
TOWNSEND, Courtney; BEAUCHAMP, Daniel; EVERS, Mark; MATTOX, Kenneth L. SABISTON: Tratado de cirurgia: a base biológica da prática cirúrgica moderna. 18. ed. Rio de Janeiro: Elsevier, 2010. 2 volumes.
MATTOX, Kenneth L. Complications in Trauma. Churchill Livingstone, 1994.
RICH, Norman M.; MATTOX, Kenneth L.; HIRSHBERG, Asher. Vascular Trauma. 2ª edição. Philadelphia: Elsevier Saunders, 2004.
MATTOX, Kenneth L; ANDRASSY, Richard J.; ABLE, Luke W.History of Surgery in Houston: Fifty-Year Anniversary of the Houston Surgical Society. 1998.
HIRSHBERG, Asher; MATTOX, Kenneth L. Top Knife: Estratégias cirúrgicas.